# Мильц (Тюрингия)
Мильц (нем. Milz) — община в Германии, в земле Тюрингия.
Входит в состав района Хильдбургхаузен. Подчиняется управлению Глайхберге. Население составляет 934 человека (на 31 декабря 2010 года). Занимает площадь 17,62 км².